# سربداريون
السربداريون  اسم لحركة ثورية شعبية جمعت بين المتصوفة والشيعة في شمال غرب إيران وتحديدا في مدينة سبزوار تعبيرا عن سخط الجماهير من ظلم وتعديات الحكم المغولي الاليخاني آنذاك. تاسست الحركة عام 1337م على يد الشيخ خليفة المازندراني. وكان أول من تولى حكم الدولة الفتية هو عبد الرزاق الباشتيني واستمر حكمهم حتى عام 1386م حيث أنهى تيمورلنك حكم الخواجة علي بن المؤيد، آخر حكامهم السربداريين.
يرتبط لفظ السربدارين أيضا في التاريخ الإيراني المعاصر باتحاد الشيوعيين الإيرانيين المُسمى سربداران أثناء قيامه المسلح بوجه النظام الحاكم في مدينة أمل عام 1982م.

## أصل الكلمة
تعني لفظة سربدار (الرأس على المشنقة) من الفارسية سربدار وهي كناية عن الفدائي والفدائيين.